# Мессинская конференция
Мессинская конференция (англ. Messina Conference) — конференция шести стран Европейского объединения угля и стали (ЕОУС) в июне 1955 года, которая стала поворотным моментом в истории европейской интеграции. Проходила в городе Мессина в Италии, остров Сицилия.
Неудачи, которые предшествовали ей — провал идеи о европейском оборонном сообществе, недовольство деятельностью ЕОУС и неожиданная отставка Жана Монне с должности председателя Высшего органа ЕОУС побудили министров иностранных дел «шестерки» задуматься над будущим европейской интеграции. Они поручили Полю-Анри Спааку, министру иностранных дел Бельгии, создать комитет и подготовить предложения по созданию общего рынка и распространение интеграции на атомную энергетику. Предложения отчёта комитета Спаака (отчёт Спаака) легли в основу Римских договоров о Европейском экономическом сообществе и Европейском сообществе по атомной энергии, подписанных в 1957 году. С тех пор в европейский лексикон вошло выражение «новая Мессинская конференция» для обозначения ожидаемого прорыва в углублении европейской интеграции.